# Morichal Nuevo
Morichal Nuevo est un corregimiento départemental de Colombie, situé dans le département de Guainía.